# C'est la vie (chanson de B*Witched)
Pour les articles homonymes, voir C'est la vie.
C'est la vie est une chanson du groupe féminin irlandais B*Witched, sortie en 1998.